# Less
less — консольна програма в UNIX-подібних системах для проглядання (але не зміни) вмісту текстових файлів на екрані. Відображає файл з можливістю прокрутки. Less — поліпшення утиліти more. Можлива і зворотна прокрутка. На відміну від vi (який також можна використовувати для проглядання файлів), less не потребує читання всього файлу перед стартом і в результаті швидше працює з великими файлами. Синтаксис команди:
```
less [параметри] <назва_файлу>
```

less можна викликати з параметрами що змінюють поведінку, для прикладу, число ліній для відображення одного екрану. Ці параметри можуть варіюватись в різних Unix системах. У той час, коли less відображає файл можна використовувати різні команди навігації. Ці команди базуються на тих, що використовують more і vi разом узяті. Також можливий пошук у файлі.
За замовчуванням, less відображає вміст стандартного вводу. Якщо вивід перенаправляється на інший термінал, для прикладу конвеєр з іншої команди, less поводиться як cat.
less був написаний Mark Nudelman і зараз включений в проєкт GNU. Ця команда включена в багато Unix систем.